# نورمحمد کندی وسطی
نورمحمد کندی وسطی، روستایی در دهستان اصلاندوز شرقی بخش مرکزی شهرستان اصلاندوز در استان اردبیل ایران است.

## جمعیت
بر پایه سرشماری عمومی نفوس و مسکن در سال ۱۳۹۵، جمعیت این روستا برابر با ۳۰۷ نفر (۹۷ خانوار) بوده‌است.